# Beta Cassiopeiae
Beta Cassiopeiae (β Cas, β Cassiopeiae), conosciuta anche con il nome tradizionale di Caph, è una stella nella costellazione di Cassiopea di magnitudine media di 2,27. È una stella variabile, la più luminosa della classe delle Delta Scuti, la cui magnitudine varia tra +2,25 e 2,29 con un periodo di 2,4 ore. Di norma Caph è la terza stella più brillante della costellazione, anche se in certi periodi, quando la variabile γ Cassiopeiae cala la luminosità ai suoi minimi, è la seconda più luminosa, dopo Shedir. Dista dalla Terra circa 55 anni luce.
Il suo nome deriva dall'espressione araba الكف الخصيب, al-Kaff al-khaṣīb, cioè "La palma fertile"

## Osservazione
β Cassiopeiae è una stella dell'emisfero celeste boreale; è la più occidentale delle cinque stelle che compongono la W di Cassiopea. La sua declinazione è pari +59°, di conseguenza la stella diventa circumpolare più a nord della latitudine 31°N, mentre rimane invisibile più a sud del parallelo 31°S, vale a dire dall'Uruguay, per buona parte di Cile e Argentina, dalla Nuova Zelanda, dalle regioni meridionali di Australia e Sudafrica e dal continente antartico. Essendo di magnitudine 2,27 può essere scorta anche dai piccoli e medi centri urbani moderatamente affetti da inquinamento luminoso.
Il periodo migliore per la sua osservazione, dove nell'emisfero nord si presenta alta nel cielo nelle prime ore serali, è durante l'autunno boreale, mentre nell'emisfero australe la sua visibilità è limitata ai mesi primaverili, da settembre a dicembre

## Caratteristiche fisiche
Caph è una subgigante di colore bianco-giallo, di tipo spettrale F2IV, con una temperatura superficiale di circa 6800 K, quindi un po' più calda del nostro Sole. Caph ha un raggio quasi quadruplo rispetto al Sole ed è 28 volte più luminosa.
La stella ha esaurito l'idrogeno all'interno del suo nucleo da fondere in elio, abbandonando la sequenza principale del diagramma di Hertzsprung-Russel. La stella si trova in una fase molto breve dell'evoluzione stellare e nel suindicato diagramma si trova all'interno della cosiddetta Lacuna di Hertzsprung, zona dove sono situate pochissime stelle. Trascorrerà solo l'1% della sua evoluzione all'interno di tale fase. Caph ruota molto velocemente su se stessa, completando una rotazione in poco più di un giorno. L'alta velocità di rotazione le dà la forma di uno sferoide oblato, con un raggio equatoriale del 24% maggiore rispetto al raggio polare. Questa forma causa che la temperatura ai poli, più vicini al nucleo rispetto alle regioni equatoriali, hanno una temperatura di circa 1000 K maggiore rispetto alle regioni della fascia equatoriale.
Caph è anche una stella doppia perché possiede una compagna che le orbita intorno ogni 27 giorni..